# Fonte do Ribeirão
A Fonte do Ribeirão está situada num pequeno largo entre as ruas do Ribeirão, das Barrocas e dos Afogados, no Centro Histórico de São Luís e é considerada um dos pontos turísticos mais importantes da cidade.

## História e características
Sua construção foi feita em 1796, durante o mandato do governador do Maranhão, Fernando António Soares de Noronha. Este fato é conhecido através de dois ofícios. Em um deles, datado de 13 de fevereiro de 1796, o capitão José Luiz da Rocha, encarregado da inspeção para a construção de uma nova fonte, pede que o governador ordene a compra do quintal da casa de José Gomes Viana e mande entulhá-lo, uma vez que o mesmo era responsável pela poluição da nascente da fonte. Em outro, datado de 13 de agosto do mesmo ano, o capitão solicita uma quantia de Rs. 1:200$000 que ainda faltava para a conclusão da obra, sendo essa quantia usada na aquisição de cantaria para os canos, carrancas para as biqueiras, pedras, cal, tijolos, jornais, etc.
Possui piso em cantaria e um grande frontispício, no topo do qual fica uma estátua do deus romano Netuno. Na parte central da fachada, encontram-se três janelas que dão acesso a galerias subterrâneas. Na parte inferior, existem cinco carrancas esculpidas em cantaria com biqueiras em bronze pelas quais a água escorre.
Em 1950, a área da fonte foi tombada pelo SPHAN, do Governo Federal, devido às características coloniais das fachadas das construções, que caracterizam uma área do século XVIII.
A fonte também recebe alguns espetáculos culturais de dança e apresentações musicais, sendo um importante ponto de encontro na cidade.

## Lendas

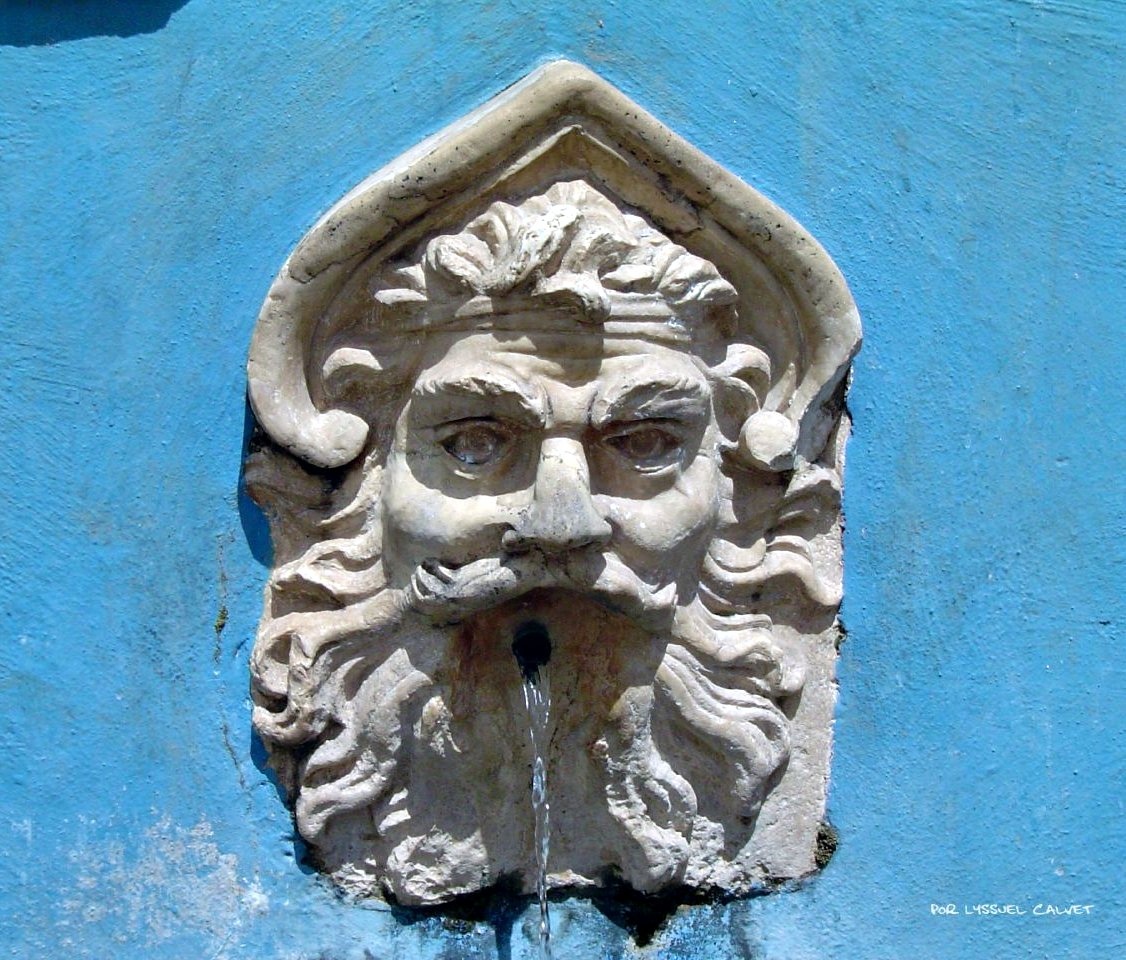
Carranca da Fonte do Ribeirão

A fonte do Ribeirão é tema de lendas populares em São Luís.
A mais conhecida trata de uma enorme serpente adormecida que cresce aos poucos no subsolo, cuja cabeça se encontra na fonte do Ribeirão e a cauda, abaixo da igreja de São Pantaleão; segundo a lenda, no dia em que a cabeça da criatura encontrar a cauda, o animal acordará e destruirá a ilha de São Luís.
Embora essa lenda tenha semelhanças com outras lendas da região amazônica que também falam de cobras grandes, como o Boitatá; tem-se que a mesma apresenta forte ligação com as construções subterrâneas que existem por toda a região do Centro Histórico da cidade de São Luís.
Essas galerias foram construídas no final do Século XVIII e ligavam poços e nascentes para facilitar o acesso de água potável à população. Também há histórias que afirmam que os túneis da fonte teriam sido construídos para que os padres se locomovessem em segredo entre as igrejas da cidade, ou que tinham função estratégica de permitir a fuga no caso de uma invasão estrangeira ou revolta popular.

Para além das características míticas de sua origem, a lenda é tão forte e encontra-se presente no imaginário dos habitantes da capital maranhense, que a história da serpente encantada é representada em diversas manifestações culturais. 

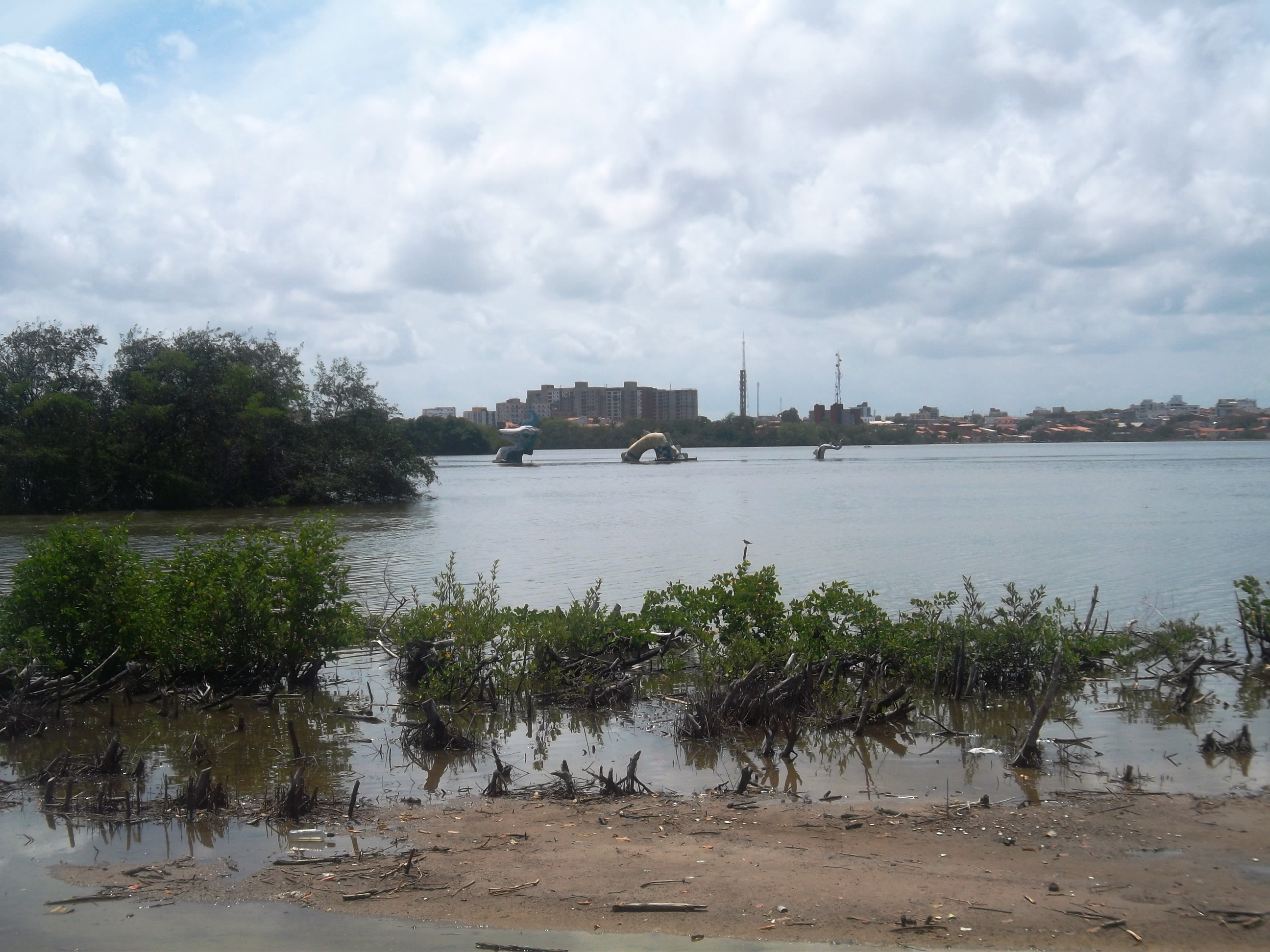
Serpente, Lagoa da Jansen

O artista maranhense José Ribamar Coelho Santos, mais conhecido como Zeca Baleiro, em seu álbum  Pet Shop Mundo Cão, quarto do cantor, traz a música A Serpente (Outra Lenda) baseado em expressões e mitos da Grande Ilha do Maranhão, Upaon-açu. A música se inicia com o Sermão da Quinta Dominga da Quaresma, do Padre António Vieira:  
“Resolvi-me a vos dizer uma só verdade. Mas que verdade será esta? Não gastemos tempo. A verdade que vos digo é que no Maranhão não há verdade.”
Em seguido, os versos exaltam os monumentos e expressões culturais do estado do Maranhão, dando-se ênfase a Lenda da Serpente Encantada.
Por fim, tal obra de arte musical traz alguns versos do poema A Noiva do Cometa, de Sousândrade, poeta maranhense: 
"E de repente, na terra. Salta o fantasma formoso! Como donzela de cera. Fez-se ao clarão! Luminoso. A torna; no peito a encerra. Voa com ela. Para o céu."   

Tem-se que em algumas localidades da cidade de São Luís podem ser observadas réplicas da Serpente Encantada. Dentro da Lagoa da Jansen pode ser encontrada uma escultura do artista plástico Jesus Santos. Outra escultura inspirada na lenda está localizada na Avenida Litorânea, sendo esculpida por Ítalo Fonsecada. 